# ヘルゴラント (戦艦)
|          | |
| 艦歴     | |
| 発注     | |
| 起工     | 1908年11月24日 |
| 進水     | 1909年9月25日 |
| 就役     | 1911年8月23日 |
| 退役     | |
| その後   | 1920年8月イギリスに引渡される 1924年解体                                                                                      |
| 除籍     | 1919年 |
| 性能諸元 | |
| 排水量   | 常備：22,808トン |
| 全長     | 167.2m |
| 全幅     | 28.5m |
| 吃水     | 8.94m |
| 機関     | 海軍式水管缶15基＋三段膨張型レシプロ3基3軸推進、31258hp                                                                       |
| 最大速力 | 20.8ノット |
| 航続距離 | 10ノット/5,500海里 |
| 乗員     | 1,113名 |
| 兵装     | SK L/5030.5cm（50口径）連装砲6基 SK L/45 15cm（45口径）単装砲14基 SK L/45 8.8cm（45口径）単装砲14基 50cm水中魚雷発射管単装6基 |
| 装甲     | 舷側：300mm（ヴァイタルパート部） 甲板：80mm 主砲塔：300mm（前盾）、100mm（天蓋） 司令塔：400mm（側面部）                     |

ヘルゴラント (SMS Helgoland) はドイツ帝国海軍の戦艦。ヘルゴラント級のネームシップ。艦名は1890年8月10日ヘルゴランド＝ザンジバル条約により、ドイツ帝国領となった北海に存在するヘルゴラント島に由来する。

## ヘルゴラント級の概略
ドイツ海軍が竣工させた2番目の弩級戦艦の艦級で、その特徴的な六角形の主砲配置から一見最初の弩級戦艦「ナッサウ級」の拡大版に見える。本級の整備された時代は弩級戦艦時代に突入した時期であり、これを建艦競争でイギリスに追いつく好機と捉えたドイツ側は、ナッサウ級の建造と同時に北海とバルト海を結ぶキール運河とヴィルヘルムスハーフェン軍港の浚渫を進め、ドックを拡張することにより、無理のない幅と喫水を持った艦形を実現することに成功した。
その結果として本級は、12インチ（30.5cm砲）の安定したプラットフォーム化、缶室と火薬庫の配置改善、幅を広げたことによる縦通隔壁の二重化、区画細分による水中防御の向上と、攻防力の的確な改善を実現した。しかし高速を約束するタービン機関が巡洋戦艦に優先的に回されたため、本級の機関は前級と同じレシプロ機関であり、燃料事情により重油専焼缶には最後まで改造されなかったため速力の増加は少なかった。
何より時期と排水量的にイギリス帝国海軍で対比される戦艦としては砲熕兵装の配置が適切でなかった。コロッサス級戦艦（1911年竣工）は30.5cm2連装砲塔を5基装備し、2、3番砲塔が梯形（エン・エシュロン）配置、4、5番砲塔が背負式に配置されている。超弩級戦艦オライオン級戦艦（1912年竣工）は34.3cm2連装砲塔を5基有し、これを全て中心線上に配置していた。両艦は舷側砲力10門を誇っていたが、ヘルゴラント級は大日本帝国海軍河内型戦艦（1912年竣工）と同じく30.5cm砲12門・2連装砲塔6基を装備、これを六角形に配置しており、舷側砲力は8門にすぎなかった。
そのため、次のカイザー級ではコロッサス級戦艦の砲配置に習い、またケーニヒ級戦艦ではオライオン級戦艦の砲配置を参考に全砲塔を中心線上に置き、さらに前後の砲塔を背負式とした。
だが、当時の状況では一隻でも多くの弩級戦艦を抑止力として整備する必要があった。またナッサウ級のラインラントがバルト海の作戦で座礁し、再就役できなかったり、バイエルン級のバイエルンが同じくバルト海で機雷による予想外の損害を受けたことに比べ、ヘルゴラント級の二番艦オストフリースラントが触雷した時は一月の修理で復帰している。アメリカ空軍の爆撃標的艦となった際にはその防御力が比較的優れていることを証明した。
三番艦テューリンゲンの乗務員の抗命事件が切っ掛けとなり、キール軍港の反乱が勃発、これはドイツ革命に発展し最終的な敗戦を招いたが、ヘルゴラント級戦艦4隻はいずれもユトランド沖海戦に参加し、主砲を数十度にわたり斉射して役割を果たした。
四番艦オルデンブルクは日本に賠償として引渡されたが、日本政府は￡19000で本艦を売却しオランダのドルトレヒトで解体された。

## 艦歴
- 1908年11月24日起工、1909年9月25日進水、1911年8月23日竣工。キール造船所ホワルツ社が担当、建設費用はヘルゴラント級の平均が約4600万Reichsmarksでヘルゴラントは46,196,000ReichsMarksかかった。
- 1914年8月第一次世界大戦開戦当時、第一戦艦戦隊所属、旗艦は二番艦オストフリースラント（ドイツ語版）。
- 1916年5月31日～6月1日戦艦ヘルゴラントは、ユトランド沖海戦に参加。12インチ（30.5cm砲）を63斉射するが15インチ（38.1cm）砲弾が1発命中し損傷。その修理の際に魚雷防御網や8.8cm砲を撤去。
- 1920年8月、第一次世界大戦後スカパ・フローで自沈した艦の代りに戦利艦として、イギリスに引渡され各種実験の後1924年Morecambeで解体。